# フローレ鴨川ショッピングセンター
フローレ鴨川ショッピングセンター（フローレかもがわショッピングセンター）は千葉県鴨川市横渚973-1番地に位置するショッピングセンター。

## 概要
JR東日本安房鴨川駅の西口に出店している。
1991年（平成3年）に地元商店主らが出資して設立した「鴨川ショッピングセンター」によって開発・運営されていた。
核店舗は扇屋ジャスコ鴨川店で開業したが、1999年（平成11年）8月21日に扇屋ジャスコがジャスコ本体に吸収合併されてジャスコ鴨川店となり、2011年（平成23年）3月1日にジャスコの店名がイオンに統一されるのに伴い、イオン鴨川店となっていた。
「フローレ」とはフランス語で小さい花と言う意味であり、外壁にもそのマークがある。
駅前で印鑑証明などの行政サービスやボウリング場などの娯楽・行政機能も併設したショッピングセンターであったため、駅の待合時間の余暇利用客や周辺住民の買い物の場として休日は1階を中心に賑っていた。
しかし、市内に競合店が進出することで客足や売上が伸び悩み、2005年（平成17年）には店内の大規模改装、2008年から2009年にかけてはテナントの入れ替えを行った。
さらに、2011年（平成23年）に発生した東日本大震災の影響で南房総に来る観光客や地元客の購買の減少によりテナント撤退が相次ぐことになった。
その結果、運営母体の「鴨川ショッピングセンター」が負債総額約6.1億円を抱えて民事再生法の適用申請を行って保全命令を受けることになった。負債は約6億1000万円に上りながらも、テナントの営業は継続する予定であったが、再び2012年にかけて営業不振によりテナントの撤退が相次いでいる。
営業自体は民事再生法の適用申請で停止せず継続された。
| 階 | フロア概要                   |
| -- | ---------------------------- |
| RF | 屋上駐車場                   |
| 6F | 屋内駐車場                   |
| 5F | 屋内駐車場                   |
| 4F | レジャーとレストランのフロア |
| 3F | 住まいのフロア               |
| 2F | ファッションのフロア         |
| 1F | 食品と日用品のフロア         |

## 沿革
- 1987年 - 開発が公にされる。
- 1989年 - 駅西口の大規模開発が終了する。
- 1991年 - 着工。
- 1992年11月27日 - 扇屋ジャスコ鴨川店が開店、フローレ鴨川ショッピングセンターの誕生[2]。
- 2011年3月1日 - 核店舗のジャスコ鴨川店をイオン鴨川店へ改称。
- 2011年8月3日 - 東京地裁に民事再生法の適用を申請し、保全命令を受けた[1][7][8]。
- 2017年3月16日 - わかしお市場改装開店。

## 店舗
- イオン鴨川店（総合スーパー）[1]-1~3階
- わかしお市場（総合食料品取扱い）-1階
- 主な専門店
  - アミューズメントシティラクゾー（ボウリング場）-4階
  - ザ・ダイソー（100円均一店）-3階
  - ティックタックワールド（ゲームセンター）-4階
  - イオン書籍（書店）-3階

など。他店に関しては公式サイトを参照。

## 営業時間
- イオン1階：8時 - 23時
- イオン2・3階：9時 - 20時
  - イオン売り場は年中無休
- 専門店街：10時 - 20時
- わかしお市場 : 9時 - 20時
- アミューズメントシティラクゾー：10時 - 22時
- ティックタックワールド：10時 - 22時
- 立体駐車場：9時 - 23時

## 交通
- JR東日本 安房鴨川駅西口[1]すぐ。

## その他
- 駐車場の屋上は閉鎖されているが、満車時の臨時駐車場として使用されるほか、津波等の災害避難所としても使用されることになっている。
- 主に、1階のエスカレーターとレジに挟まれたセントラルコートで催事を開催（毎年11月（開店月）にフローレ祭りを実施など）。
- 当SC開店前、敷地内に市道があった。その市道を廃道にする代わりに東側の土地を市に譲渡、市営駐車場とすることと、4階に市民サービスセンターを開設することなど、鴨川市との交換条件もあった[10]。

## 外部サイト
- イオン鴨川店